# Compactata

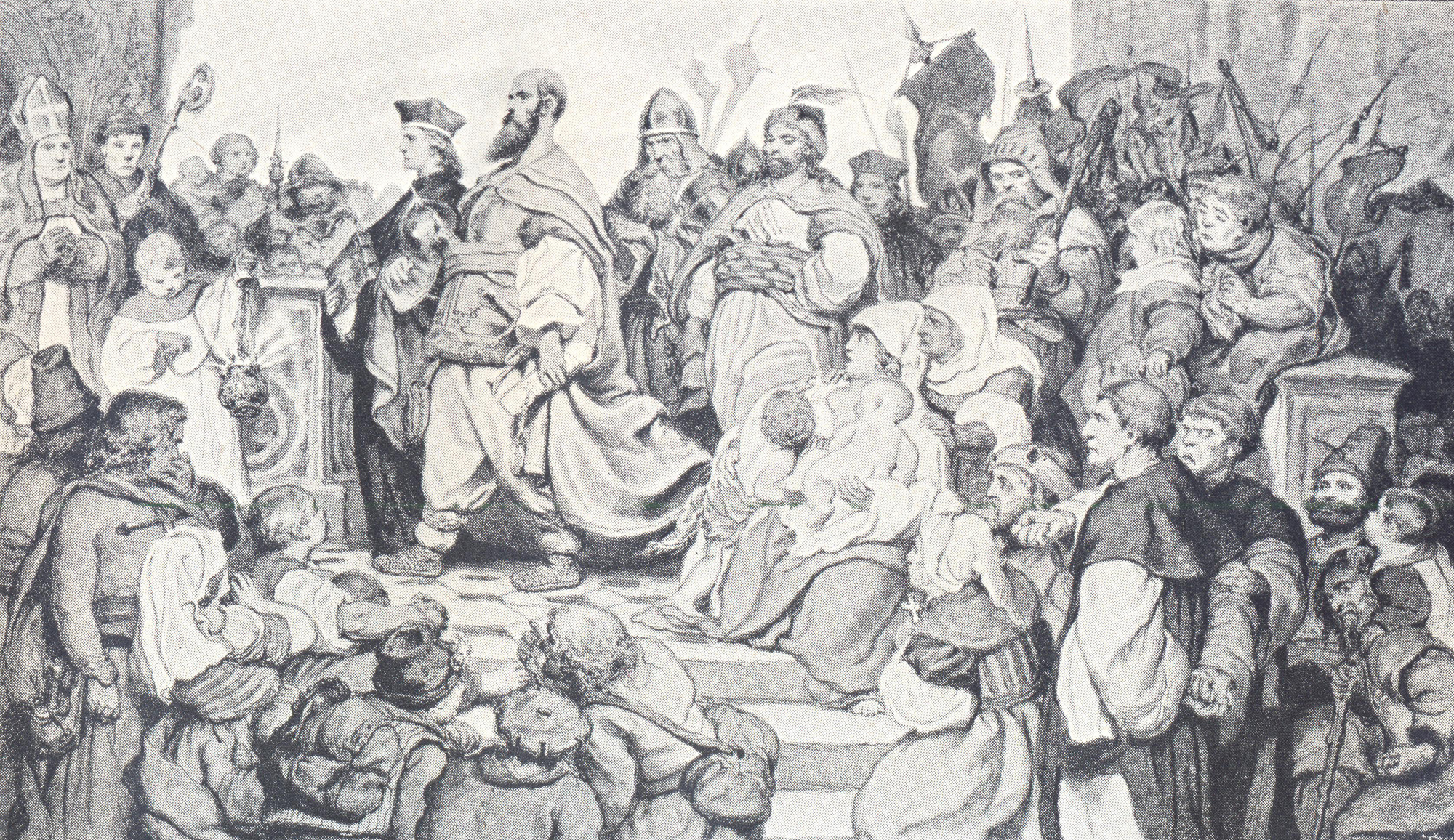
Arrivée du messager tchèque au concile de Bâle, par Věnceslav Černý (1865-1936).

Les  Compactata sont un accord conclu entre une partie des Hussites et les négociateurs du Concile de Bâle-Ferrare-Florence-Rome  en 1436 dans lequel, pour la première fois l'église catholique reconnaissait l'existence en matière de religion d'un « double peuple » en Bohême.

## Historique
De longues controverses permettent en 1420 à toutes les tendances hussites de fixer les points fondamentaux d'un programme : les « Quatre Articles » de Prague. Les hussites réclament :
- L'égalité de tous les participants à la messe et donc la communion sous les deux espèces : pain et vin. Avec le temps l'usage du calice prend la première place parmi les 4 articles.
- L'interdiction et la punition de tous les péchés mortels et flagrants, donc des crimes comme des peccadilles.
- La liberté de prêcher la parole de Dieu en langue populaire, en l'occurrence en tchèque.
- Le rejet du pouvoir temporel des prêtres.

À partir de 1432 des dirigeants hussites acceptent après des entretiens préliminaires à Cheb  de négocier avec des représentants du Concile qui se réunit à Bâle. Le 30 mai 1434, la décisive bataille de Lipany voit la défaite des Taborites et des « Orphelins » face aux autres « hussites modérés » et pragois du futur archevêque non reconnu Jean de Rokycana, alliés temporairement aux catholiques.
Les négociations entre les hussites et les délégués de Bâle se poursuivent encore pendant deux ans. Elles aboutissent finalement le 29 février 1436 sur l'adoption des « articles de Prague » aménagés par les représentants du concile de Bâle. Le 5 juillet 1436 sont proclamés à Jihlava les « Compactata »  que Sigismond de Luxembourg reconnait par serment. L'accord prévoit  d'autoriser la communion sous les deux espèces et sous une forme atténuée les trois autres articles (par exemple la lecture en tchèque de l’épître et de l’Évangile) dans le royaume de Bohême et le margraviat de Moravie, pour les seuls Hussites.
À partir de 1448, Georges de Poděbrady, administrateur du royaume, puis régent et enfin roi de Bohême en 1458 sous le nom de Georges de Bohême, tente d'organiser sur cette base une coexistence pacifique entre les catholiques  et les utraquistes dans le royaume. Toutefois le pape Pie II dénonce les Compactata le 31 mars 1462 sous le prétexte que la papauté n'avait jamais reconnu l'accord de Jihlava. Son successeur Paul II jette en décembre 1466 l'anathème sur le roi Georges de Bohême, qu'il déclare déchu de son royaume. Le roi de Bohême réussit à vaincre les catholiques de l'Union de Zelená Hora en 1467 et même à repousser au printemps 1468 son ancien gendre et allié Matthias Corvin, qui, bien que vaincu dans les Monts Métallifères slovaques en février 1469, se fait élire roi de Bohême par les catholiques de Moravie à Olomouc le 3 mai 1469. La mort de Georges de Bohème le 22 mars 1471 et l'accession au trône du catholique Vladislas IV de Bohême, fils du roi Casimir IV de Pologne, permet de mettre fin au conflit.